# Hokurikudō
Hokurikudō (北陸道? lett. "circuito di terra del Nord" o "regione della terra del Nord") è un termine geografico giapponese. Indica sia un'antica divisione del paese che la strada principale che attraversa la vecchia regione geografica giapponese. Entrambi erano situati lungo il bordo nord-occidentale dell'Honshū. Il nome significa letteralmente "Via del Nord". Si riferisce anche a una serie di strade che collegavano le capitali (国 府?, kokufu) di ciascuna delle province che componevano la regione.

Province del Hokurikudō

Quando il sistema Gokishichidō fu inizialmente istituito dopo le riforme del Taika, consisteva in sole due province: Wakasa e Kōshi. Durante il regno dell'Imperatore Tenmu, Koshi fu diviso in tre regioni: Echizen, Etchū ed Echigo e l'isola di Sado fu aggiunta in seguito. Più tardi anche le province di Noto e Kaga furono aggiunte alla regione.